# Hastula matheroniana
Hastula matheroniana é uma espécie de gastrópode do gênero Hastula, pertencente a família Terebridae.